# Плавание на летних Олимпийских играх 2024 — 10 километров в открытой воде (женщины)
Соревнования по плаванию на дистанции 10 километров в открытой воде у женщин на летних Олимпийских играх 2024 года прошли 8 августа в акватории Сены. Чемпионкой Игр в этой дисциплине стала представительница Нидерландов Шарон ван Раувендал, ранее выигрывавшая «золото» на Олимпиаде 2016 года, а также становившаяся второй на Олимпиаде 2020 года.

## Призёры
| Золото                         | Серебро                 | Бронза                   |
| Шарон ван Раувендал Нидерланды | Моэша Джонсон Австралия | Джиневра Таддеучи Италия |

## Квалификация
Отбор на заплыв на 10 км прошли 22 спортсменки. Квоты для участниц распределялись следующим образом:
- 3 — призёры заплыва на 10 км на чемпионате мира 2023 года;
- 13 — топ-13 пловчих по результатам чемпионата мира 2024 года;
- 5 — по 1 представителю от каждой конфедерации, входящей в ФИНА (Азии, Америки, Африки[a], Европы и Океании[a]);
- 1 — представитель страны, принимающей соревнования (Франция), в случае, если ни один спортсмен не квалифицировался по иным критериям[b].

Кроме того, каждый Национальный олимпийский комитет мог заявить спортсменок, выполнивших олимпийский норматив на дистанции 800 м или 1500 м, при условии, что общее число участниц от страны не превысит двух.

## Расписание
Время местное (UTC+2).
| Дата      | Время | Раунд |
| --------- | ----- | ----- |
| 8 августа | 7:30  | Финал |

## Соревнование
В отличие от дисциплин, проводимых в бассейне, в заплыве на 10 км в открытой воде нет предварительных раундов — все отобравшиеся спортсмены начинают заплыв с общего старта. Стиль передвижения в воде не ограничивается.
| Место | Спортсменка         | НОК            | Время     | Отставание |
| ----- | ------------------- | -------------- | --------- | ---------- |
| 1     | Шарон ван Раувендал | Нидерланды     | 2:03.34,2 | +0,0       |
| 2     | Моэша Джонсон       | Австралия      | 2:03.39,7 | +5,5       |
| 3     | Джиневра Таддеучи   | Италия         | 2:03.42,8 | +8,6       |
| 4     | Ана Марсела Кунья   | Бразилия       | 2:04.15,7 | +41,5      |
| 5     | Беттина Фабиан      | Венгрия        | 2:04.16,9 | +42,7      |
| 6     | Джулия Габриэллески | Италия         | 2:04.17,9 | +43,7      |
| 7     | Осеан Кассиньоль    | Франция        | 2:06.06,9 | +2.32,7    |
| 8     | Каролин Жуисс       | Франция        | 2:06.11,0 | +2.36,8    |
| 9     | Леони Бек           | Германия       | 2:06.13,4 | +2.39,2    |
| 10    | Анхела Мартинес     | Испания        | 2:06.15,3 | +2.41,1    |
| 11    | Вивиане Юнгблут     | Бразилия       | 2:06.15,8 | +2.41,6    |
| 12    | Анжелика Андре      | Португалия     | 2:06.17,0 | +2.42,8    |
| 13    | Айри Эбина          | Япония         | 2:06.17,7 | +2.43,5    |
| 14    | Челси Губецка       | Австралия      | 2:06.17,8 | +2.43,6    |
| 15    | Кэти Граймс         | США            | 2:06.29,6 | +2.55,4    |
| 16    | Мэрайя Дениган      | США            | 2:06.42,9 | +3.08,7    |
| 17    | Мария де Вальдес    | Испания        | 2:07.02,4 | +3.28,2    |
| 18    | Лиза Пу             | Монако         | 2:07.05,4 | +3.31,2    |
| 19    | Марта Сандоваль     | Мексика        | 2:07.24,9 | +3.50,7    |
| 20    | Леа Крисп           | Великобритания | 2:07.46,7 | +4.12,5    |
| 21    | Мария Брамонт-Ариас | Перу           | 2:12.44,7 | +9.10,5    |
| 22    | Леони Мертенс       | Германия       | 2:15.57,3 | +12.23,1   |
| 23    | Эмма Финлин         | Канада         | 2:22.06,5 | +18.32,3   |
| 24    | Синь Синь           | Китай          | 2:27.02,9 | +23.28,7   |

## Комментарии
1. 1 2  От Африки и Океании на Олимпиаду в Париже участницы заявлены не были, в связи с чем их квоты были перераспределены в пользу спортсменок, ставших 14-й и 15-й по результатам чемпионата мира 2024 года.
2. ↑  От Франции на Олимпиаду в Париже квалифицировались 2 спортсменки, в связи с чем её квота была перераспределена в пользу спортсменки, ставшей 16-й по результатам чемпионата мира 2024 года.